# Individual First Aid Kit
Individual First Aid Kit (IFAK) – indywidualna apteczka pierwszej pomocy przeznaczona dla żołnierzy Sił Zbrojnych USA.

## First Aid Kit Individual
Pierwsze IFAKi wprowadzono w roku 1967 jako następcy pochodzących z czasów II wojny światowej apteczek Jungle First Aid Kit (JFAK). W nowe apteczki wyposażono żołnierzy Marines oraz sanitariuszy Ponadto znajdowały się także na wyposażeniu samolotów oraz łodzi patrolowych.
Apteczkę wykonano z nylonu, mocowana była na zaczepy ślizgowe w systemie LCE (pierwsze apteczki mocowane były w systemie M1910). Zamykana była na dwa zatrzaski. Wewnątrz mieściło się plastikowe pudełko z medykamentami. Takie rozwiązanie chroniło przed wilgocią i uszkodzeniami mechanicznymi.

### Standardowy skład apteczki[1]
- bandaż z opatrunkiem na oko
- opatrunek indywidualny
- tabletki do odkażania wody w szklanej fiolce
- płyn antyseptyczny
- talk do stóp
- balsam do ust
- chusta trójkątna
- plastry

Zazwyczaj noszona była na pasie z tyłu, pomiędzy manierkami.

## Individual First Aid Kit (2003)

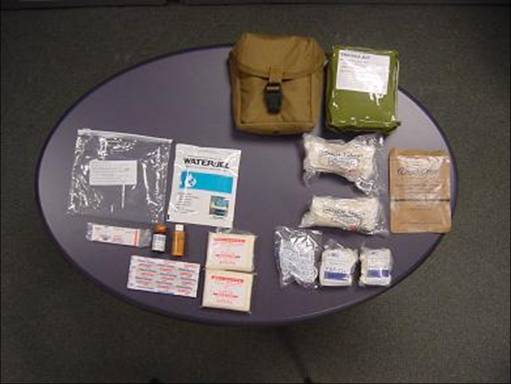
Individual First Aid Kit (2003)

Na początku 2003 roku do wyposażenia oddziałów Marines oraz personelu medycznego US Navy i US Air Force trafił nowy IFAK. Od 2004 roku nowa apteczka stała się standardowym wyposażeniem żołnierza Marines, bez względu na jego funkcję w drużynie.
Pokrowiec IFAK w kolorze Coyote Brown mocowany jest za pomocą systemu PALS. Zapinany jest na klamrę szybkorozłączną.

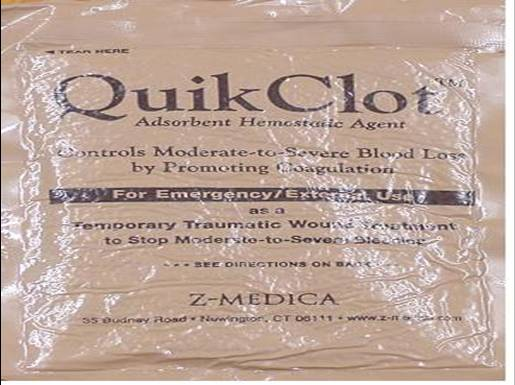
Środek do tamowania krwotoków QuikClot

### Skład apteczki[2]
- bandaż elastyczny
- gaza
- staza taktyczna
- środek do tamowania krwotoków QuikClot
- plastry
- tabletki do odkażania wody
- opatrunek na oparzenia
- Jodopowidon
- chusta trójkątna

## Improved First Aid Kit

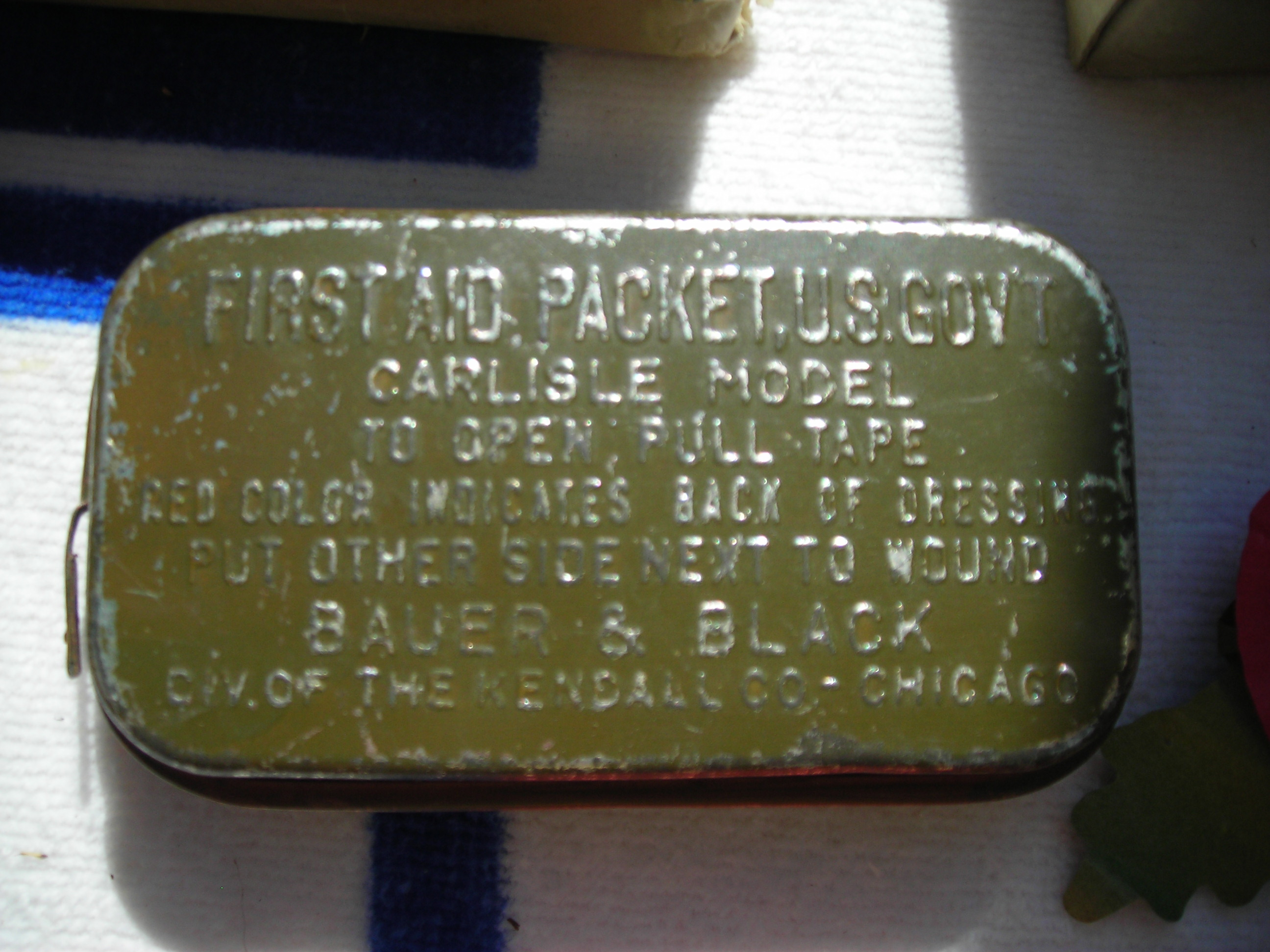
Opatrunek osobisty First Aid Kit

W roku 2005 w US Army wprowadzono apteczki Improved First Aid Kit. Do tej pory żołnierze armii amerykańskiej wyposażeni byli wyłączne w opatrunki osobiste. Wprowadzenie apteczki osobistej oraz przeprowadzenie wielu szkoleń medycznych dla żołnierzy nie będących sanitariuszami zwiększyło szanse na przeżycie rannych.
Pokrowiec posiada taśmy typu PALS pozwalające zamocowanie go do kamizelek taktycznych i zintegrowanych. Podobnie jak Individual First Aid Kit zamykany jest na klamrę szybkorozłączną. Pokrowiec produkowany jest w przepisowym maskowaniu UCP.